# 24 Ore di Le Mans 1923

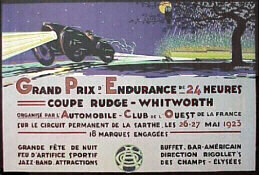
Il manifesto della prima edizione della 24 Ore

La 24 Ore di Le Mans 1923 è stata la 1ª maratona automobilistica svoltasi sul Circuit de la Sarthe di Le Mans, in Francia, il 26 e il 27 maggio 1923.
In questa prima edizione i partecipanti erano per lo più francesi, 59 su 66 partenti, e anche le case automobilistiche impegnate erano per lo più della stessa nazionalità.

## Le premesse
L'idea di una gara su una tale distanza era stata prospettata solo pochi mesi prima, nel novembre del 1922, ma, nonostante il poco preavviso, vennero raccolte 35 iscrizioni con vetture di 18 marche diverse. Il regolamento emanato dall'Automobile Club de l'Ouest era piuttosto semplice e prescriveva principalmente che le vetture fossero conformi a quelle presenti nei cataloghi delle varie case e presentassero tutti gli accorgimenti obbligatori per una vettura da normale turismo.
Nell'intenzione degli organizzatori, doveva essere una corsa da disputarsi oltre le 24 ore consecutive infatti il trofeo vero e proprio sarebbe stato triennale, da assegnarsi in base ai risultati nei tre anni consecutivi, ai vincitori spettava la Coppa Rudge-Whitworth.
L'idea alla base dell'evento era una gara di resistenza con l'obiettivo di dimostrare la affidabilità delle vetture turismo; inizialmente si pensava ad una gara di otto ore, di cui la metà da disputarsi durante la notte al solo scopo di spingere i costruttori a perfezionare le loro apparecchiature elettriche, ma venne poi scelta una durata di 24 ore. I promotori di questa corsa erano Charles Faroux, Emile Coquille e George Durand. Faroux era un giornalista, Durand, il Segretario generale dell'Automobile Club de l'Ouest e Coquille donò la Coppa Rudge-Whitworth.

## Gara
Le 33 automobili schierate alla partenza erano allineate in base all'ordine cronologico di iscrizione, il che permise di assistere a numerosi sorpassi poco dopo la partenza, mentre i numeri di gara #1 e #2 vennero assegnati alle vetture Excelsior, perché spinte dai motori di cilindrata maggiore (5,3 litri).
La gara iniziò alle ore 16.00 sotto una violenta grandinata, tramutatasi poi in pioggia battente per ben 4 ore, un terzetto di Chenard & Walcker e l'unica Bentley 3 Litre presente, andarono subito al comando guidando la corsa.
Nonostante gli sforzi degli organizzatori per rendere il circuito scorrevole, la sede stradale in terra battuta si riempì ben presto di buche e di fango. Tutte le vetture, tranne due, erano prive di tetto, solo alcune disponevano di parabrezza o di copertura in tela dell'abitacolo. Come se non bastasse, nel tentativo di ridurre il peso, le vetture montavano parafanghi elementari e poco avvolgenti, nessuna vettura disponeva di tergicristalli e la maggior parte dei piloti guidò anche senza occhialoni protettivi poiché sporcandosi facilmente di fango, limitavano la visibilità.
La Bentley era l'unica vettura a disporre di un impianto frenante solo sull'asse posteriore, un dettaglio tecnico rivelatosi insufficiente e penalizzante; per risparmiare peso non aveva a bordo ruote di scorta, riuscendo poi a completare la gara senza mai cambiare le ruote.
Dopo 3 ore di gara iniziarono i primi pit stop. I regolamenti imponevano solo due piloti per auto, di cui solo uno poteva lavorare sulla vettura mentre era ferma ai box.
Durante le fasi notturne, numerose auto riportarono danni ai loro impianti di illuminazione, inconvenienti causati dai sassi che spesso venivano sollevati dalle vetture mentre percorrevano la pista in terra battuta, sovente anche i serbatoi di benzina subivano forature. Anche la Bentley è stata soggetta ad un inconveniente del genere, costringendo la vettura a viaggiare per la maggior parte della notte con un solo faro funzionante, nonostante la squadra Chenard-Walcker avesse offerto un faro di ricambio al team inglese, gentilezza tuttavia rifiutata perché la riparazione avrebbe richiesto troppo tempo.
Diversi giri veloci fatti registrare da John Duff su Bentley durante la mattinata, gli permisero di risalire in classifica e di portarsi in seconda posizione fra le due Chenard-Walcker. Ma poco prima di mezzogiorno, una telefonata ai box informò W.O. Bentley che i suoi due piloti stavano tornando a piedi da Arnage verso i box, distanti 5 km. Una pietra aveva forato il serbatoio della benzina e la Bentley era perciò rimasta a bordo pista priva di carburante. Quando ormai avversari e spettatori consideravano finita la gara della vettura più veloce in pista, un espediente tattico e il benestare della direzione della corsa salvarono la Bentley. Non appena arrivato ai box, Frank Clement raccolse dei pezzi di ricambio, degli attrezzi ed una bombola di gas, in sella ad una bicicletta prestatagli da un soldato francese raggiunse la sua Bentley ed effettuò una riparazione di fortuna. Nonostante una perdita di tempo di 2 ore e mezza, il pilota alla fine riuscì a far ritorno ai box, con tanto di bicicletta adagiata sul sedile, tra lo stupore del pubblico.
Al termine risultò vincitrice una Chenard & Walcker da circa 3 litri di cilindrata ad una media di poco superiore ai 92 km/h. La vettura era condotta da André Lagache e René Léonard, ingegnere della stessa casa il primo e capo collaudatore il secondo
Si svolse su un circuito di 17,262 km e la coppia vincitrice percorse 128 giri per un totale di 2.209,536 km, distanziando il secondo classificato di 4 giri (circa 69 km).
Gli esperti che alla vigilia sostenevano che nessuna delle macchine partenti era sufficientemente affidabile per reggere una prova di 24 ore, furono smentiti dai fatti, solo tre vetture non terminarono la corsa.

## Classifica finale
| Pos.   | Classe | N° | Squadra                                                       | Piloti                                         | Vettura                         | Motore                    | Giri |
| ------ | ------ | -- | ------------------------------------------------------------- | ---------------------------------------------- | ------------------------------- | ------------------------- | ---- |
| 1      | 3.0    | 9  | Squadra senza nome                                            | André Lagache René Léonard                     | Chenard & Walcker Sport         | Chenard & Walcker 3.0L I4 | 128  |
| 2      | 3.0    | 10 | Squadra senza nome                                            | Raoul Bachmann Christian d'Auvergne            | Chenard & Walcker Sport         | Chenard & Walcker 3.0L I4 | 124  |
| 3      | 2.0    | 23 | Squadra senza nome                                            | Paul Gros Raymond de Tornaco                   | Bignan 11HP Desmo Sport         | Bignan 2.0L I4            | 120  |
| 4      | 3.0    | 8  | Capt. J.F. Duff                                               | John Duff Frank Clement                        | Bentley 3 Litre Sport           | Bentley 3.0L I4           | 112  |
| 5      | 2.0    | 24 | Squadra senza nome                                            | Philippe de Marne Jean Martin                  | Bignan 11HP Commercial          | Bignan 2.0L I4            | 112  |
| 6      | 8.0    | 1  | Compagnie Nationale Excelsior                                 | André Dills Nicolas Caerels                    | Excelsior Albert 1er            | Excelsior 5.3L I6         | 112  |
| 7      | 3.0    | 11 | Squadra senza nome                                            | Fernand Bachmann Raymond Glaszmann             | Chenard & Walcker Tourisme      | Chenard & Walcker 3.0L I4 | 110  |
| 8      | 5.0    | 7  | Squadra senza nome                                            | Gérard de Courcelles André Rossignol           | Lorraine-Dietrich B3-6          | Lorraine-Dietrich 3.4L I6 | 108  |
| 9      | 8.0    | 2  | Compagnie Nationale Excelsior                                 | Gonzaque Lécureul "Flaud"                      | Excelsior Albert 1er            | Excelsior 5.3L I6         | 106  |
| 10     | 1.5    | 28 | Squadra senza nome                                            | Max de Pourtealés Sosthene de la Rochefoucauld | Bugatti Brescia 16S             | Bugatti 1.5L I4           | 104  |
| 11     | 3.0    | 17 | Squadra senza nome                                            | "Migeot" Eugéne Verpault                       | Brasier TC4                     | Brasier 2.1L I4           | 99   |
| 12     | 1.1    | 34 | Squadra senza nome                                            | Lucien Desvaux Georges Casse                   | Salmson VAL3                    | Salmson 1.1L I4           | 98   |
| 13     | 3.0    | 16 | Squadra senza nome                                            | "Belbue" Paul Torchy                           | Delage DE 11HP                  | Delage 2.1L I4            | 98   |
| 14     | 3.0    | 19 | Squadra senza nome                                            | Charles Montier Albert Ouriou                  | Montier Speciale (Ford Model T) | Montier 2.0L I4           | 97   |
| 15     | 1.1    | 33 | Squadra senza nome                                            | Maurice Benoist Luis Ramon Buenovinci          | Salmson VAL3                    | Salmson 1.1L I4           | 93   |
| 16     | 2.0    | 21 | Squadra senza nome                                            | M. Cappé Jean Dourianou                        | Georges Irat 4/A3               | Georges Irat 2.0L I4      | 93   |
| 17     | 3.0    | 14 | Squadra senza nome                                            | Jean de Marguenat Gaston Delalande             | Rolland-Pilain B22              | Rolland-Pilain 2.3L I4    | 92   |
| 18     | 1.1    | 35 | Squadra senza nome                                            | Maurice Boutmy Jérôme Marcandanti              | Amilcar CV                      | Amilcar 1.0L I4           | 89   |
| 19     | 5.0    | 5  | Squadra senza nome                                            | Robert Bloch "Stalter"                         | Lorraine-Dietrich               | Lorraine-Dietrich 3.4L I6 | 88   |
| 20     | 3.0    | 12 | Squadra senza nome                                            | Edouard Probst "Redon"                         | Berliet VH 12HP                 | Berliet 2.6L I4           | 88   |
| 21     | 3.0    | 15 | Squadra senza nome                                            | Louis Sire Georges Guignard                    | Rolland-Pilain R                | Rolland-Pilain 2.2L I4    | 84   |
| 22     | 1.5    | 29 | Squadra senza nome                                            | Louis Pichard René Marie                       | Bugatti Brescia 16S             | Bugatti 1.5L I4           | 82   |
| 23     | 2.0    | 25 | Squadra senza nome                                            | Jean Pouzet Edmond Pichon                      | Rolland-Pilain RP               | Rolland-Pilain 1.9L I4    | 80   |
| 24     | 2.0    | 24 | Squadra senza nome                                            | Jules Robin Gérard Mariner                     | Rolland-Pilain RP               | Rolland-Pilain 1.9L I4    | 80   |
| 25     | 1.5    | 30 | Squadra senza nome                                            | Louis Balart Charles Drouin                    | Corre La Licorne                | Corre 1.4L I4             | 80   |
| 26     | 2.0    | 27 | Squadra senza nome                                            | Léon Molon Lucien Molon                        | Vinot & Deguingand BP 10HP      | Vinot Deguingand 1.8L I4  | 77   |
| 27     | 3.0    | 18 | Squadra senza nome                                            | "Maillon" Léopold Jougeut                      | Brasier TB4                     | Brasier 2.1L I4           | 76   |
| 28     | 2.0    | 20 | Squadra senza nome                                            | Albert Colomb W. Lestienne                     | Corre La Licorne EV 12CV        | Corre 2.0L I4             | 74   |
| 29     | 2.0    | 22 | Squadra senza nome                                            | "Milhaud" Pierre Malleveau                     | Georges Irat 4/A3               | Georges Irat 2.0L I4      | 73   |
| 30     | 1.1    | 32 | Société des Automobiles a Refroidissements par Air (S.A.R.A.) | Lucien Erb Robert Battagliola                  | S.A.R.A. ATS                    | S.A.R.A. 1.1L I4          | 57   |
| 31 ABD | 5.0    | 6  | Squadra senza nome                                            | Henri Stoffel R. Labouchére                    | Lorraine-Dietrich B3-6          | Lorraine-Dietrich 3.4L I6 | 50   |
| 32 ABD | 3.0    | 13 | Squadra senza nome                                            | Roland Jacquot Georges Ribail                  | Brasier VH 12HP                 | Brasier 2.6L I4           | 44   |
| 33 ABD | 1.1    | 31 | Société des Automobiles a Refroidissements par Air (S.A.R.A.) | Francois Piazzoli André Marandet               | S.A.R.A. ATS                    | S.A.R.A. 1.1L I4          | 14   |

Leggenda:
- ABD=Abbandono

## Statistiche
- Giro più veloce – #8 Bentley – 9:39
- Distanza coperta – 2209.536 km
- Velocità media – 92.064 km/h